# 奇幻魔法Melody
《我愛美樂蒂》（日语：おねがいマイメロディ，直譯《拜託你了My Melody》）是一部以Sanrio旗下的My Melody玩偶作基礎的日本動畫，全數四季，由STUDIO COMET製作。第一季是於2005年4月3日至2006年3月26日逢星期日早上9:30-10:00在東京電視台系放映，每季52集，另外也有在Animax播放。為2005年至2008年期間的系列動畫，2009年續作為Sanrio旗下的《寶石寵物》系列動畫。
第一季至三季主要故事舞台為人類世界——夢之丘這個虛構市鎮，人類主角為夢野歌。第四季的故事舞台則改為美樂蒂的故鄉——馬里蘭樂園，時間點設定為美樂蒂遇到夢野歌之前（即第一季之前），人類主角為星月Kirara和Solala王子。
香港於2007年12月27日命名《奇幻魔法Melody》在翡翠台放學ICU時段播放第一輯，2009年10月7日播放第二輯。台灣於2008年4月2日命名《我愛美樂蒂》在卡通頻道播放第一輯，之後續播第二輯。動畫中出現俏皮的黑色Kuromi。

## 故事簡介

### 第一輯
囚犯酷洛米和巴庫從馬里蘭樂園的反省室（牢獄）逃出來，帶著旋律鑰匙和旋律弓來到了人間世界。被誤會阻擋酷洛米逃獄的美樂蒂，給國王指令要到人間世界收集一千個粉紅音符，以阻止酷洛米達成人類的夢想。為了完成任務，國王給了美樂蒂旋律指揮棒、旋律糖果和旋律寶箱三件寶物
就這樣，美樂蒂來到人類世界，寄居在初中生夢野歌的家，酷洛米和巴庫則住在大少爺柊惠一的家。其間美樂蒂要和酷洛米爭奪音符，被施魔法的人如果得到美麗夢想，美樂蒂就可以得到粉紅音符；如果那人滿意酷洛米的惡夢魔法的話，酷洛米就能得到黑色音符。就這樣，音符開始了。

### 第四輯
（おねがい♪マイメロディ きららっ★）
故事發生在Melody認識夢野歌等人之前，小學四年級女生Kirara，因為沒有勇氣把情書交給喜歡的佳藤學長，而向流星許願，但時許願時被馬里蘭樂園的國王打擾，國王說馬里蘭樂園的流星很慢，所以必能完成許願，還把自己的雨傘借給Kirara前往。Kirara到了馬里蘭樂園發現自己變成了布偶，認識了Melody和可羅米，Melody邀請Kirara到她家裡作客，這時Melody媽媽說，只要回到人類世界，Kirara就可以變回原來的樣子。
同一時間，因為可羅米引起的意外，令到馬里蘭樂園通往人類世界的喇叭被破壞了，流星掉了下來，令到Solala王子回不到許願星樂園，還變成了一隻肥雞。唯一令Solala王子回復原狀及Kirara回到人間的辦法是收集流星碎片，然後向其許願。Melody、可羅米和巴庫為了幫助二人，也幫忙收集流星碎片。究竟Kirara能否返回人類世界？Solala王子能不能變回原來的樣子，以及回到原來的世界呢？收集流星碎片行動開始了。

## 道具介紹
- 星之吊墜（擁有者：星月きらら及Melody）

只於第四輯出現，是國王送給2人的變身工具，方便用來收集流星碎片之用，但是在正常情況下也能使用。

## 各話列表

### 第一輯
| 1.要是能夠拉好小提琴就好了 2.要是能夠讓成績變好就好了 3.要是能夠交到很多朋友就好了 4.要是能夠讓家變乾淨就好了 5.要是能夠回到那段時光就好了 6.要是能夠得到優勝就好了 7.要是能夠感情和好就好了 8.要是他能夠變可愛就好了 9.要是能夠多跳一下跳繩就好了 10.要是能夠變成英雄就好了 11.要是能夠燒出一手好菜就好了 12.要是能夠見到美樂蒂就好了 13.要是能夠解開心結就好了 14.要是能夠贏過對手就好了 15.要是能夠再唱一次就好了 16.要是能夠接吻就好了 17.要是能夠變得喜歡吃蔬菜就好了 18.要是能夠有充足的時間就好了 19.要是能夠變成英雄就好了2 20.要是能夠和他一起看流星就好了 21.要是能夠變成美樂蒂就好了 22.要是媽媽身體能夠變好就好了 23.要是能夠和他跳支舞就好了 24.要是能夠讓身材變好就好了(香港沒有播放) 25.要是大家能夠幫忙就好了 26.要是能夠變成冠軍就好了 | 27.希望可以跑快D！ 28.要是能夠讓天氣放晴就好了 29.要是能夠變成美女就好了 30.要是能夠回到孩提時代就好了 31.要是能夠說出「不」就好了 32.要是能夠變好運就好了 33.要是大家都能來就好了 34.要是能夠變成英雄就好了3 35.要是能夠得到幸福就好了 36.要是能夠拯救地球就好了 37.要是能夠在叢林見面就好了 38.要是能夠得獎就好了 39.要是能夠見到媽媽就好了 40.要是能夠抽到大吉就好了 41.要是能夠得到第一就好了 42.要是能夠快樂的寫日記就好了 43.要是能夠向他告白就好了 44.要是能夠潛入城堡就好了 45.要是能夠接吻就好了2 46.要是能夠打上一拳就好了 47.要是能夠回家就好了 48.要是大家能夠聚在一起就好了 49.要是能夠寫出歌詞就好了 50.要是能夠拯救學長就好了 51.要是能夠揮動指揮棒就好了 52.要是能夠傳達夢想的歌聲就好了 |

## 製作人員
- 企画：We've
- 原案：福島一芳、Sanrio
- 系列構成：山野邊一記（首28話，使用「夢之丘中學校文藝部」之名）、山田隆司（第29話起）
- 基本規劃：山野邊一記（第29話起）
- 角色設定：宮川知子
- 怪獸設定原案：山本ルンルン
- 怪獸設定：大河廣行（Think Port）
- 美術監督：福田和矢、水野友紀子
- 色彩設定：石黑文子、大倉喜美子
- 攝影監督：鎌田和明（Studio Twincle）
- 編集：中葉由美子、村井秀明（岡安Promotion）
- 音響監督：平光琢也
- 音響制作：神南Studio
- 效果：古宮理惠（Anime Sound）
- 角色分配：Nelke Planning、木田昌美、菊池由美子
- 音樂：渡部チェル
- 音樂製作人：吉村仁、本地大輔、高岸るみ子、木皿陽平
- 音樂制作協力：Interchannel、TV TOKYO MUSIC
- 節目宣傳：福本滿美子（大阪電視台）
- 助理製作人：佐川直子、利根りか
- 動畫製作人：せきやまあきひろ
- 製作人：原弘之（大阪電視台）、渡邊和哉（讀賣廣告社）、可知秀幸（we've）
- 監督：森脇真琴
- 動畫制作：STUDIO COMET
- 製作：大阪電視台、讀賣廣告社、My Melody製作委員會

## 主題曲

### 第一輯
片頭曲「オトメロディー」
作詞：山田ひろし／作曲：渡部チェル／編曲：渡部チェル／歌：高橋美佳子
片尾曲
「マイドリーム!マイメロディ!」（「My Dream! My Melody!」，第1話～第28話）
主唱：まいめろでぃーず
「夢見るチカラ」（第29話～第52話）
主唱：まいめろでぃーず
插曲
「シアワセの羽」（中譯「幸福的翅膀」（第21話）
作詞：山田ひろし／作曲：渡部チェル／編曲：渡部チェル／歌：貝田由里子、片岡梓
「クロイヒトミ」（第23話）
主唱：竹內順子
「おねがいクリスマス」（第39話）
主唱：佐久間玲
「ドリーム!ドリーム!ドリーム▼」（第51～52話）
主唱：夢防衛隊少女

### おねがい♪マイメロディ きららっ★（第四輯）
片頭曲「きらきらキララ★彡」
主唱：うちやえゆか、作詞：伊福部崇、作曲・編曲：杉浦 "ラフィン" 誠一郎
片尾曲
「星空ハヤトチリ」（第1話－第26話）
主唱：うちやえゆか、作詞：伊福部崇、作曲・編曲：杉浦 "ラフィン" 誠一郎
「宇宙（ほし）のフラメンコ」（第27話－第51話）
作詞・作曲- UZA / 編曲 - ROUND4 / 歌 - クロミ&ソララ王子&ナタリー（竹内順子&宮田幸季&橘田泉）
「手をつなごう」（最終回）
作詞 - 山田ひろし / 編曲 - 渡部チェル / 歌 - マリーランドのなかまたち

## 播放電視台
第一輯
| 日本 東京電視台 星期日 09:30－10:00 | 日本 東京電視台 星期日 09:30－10:00             | 日本 東京電視台 星期日 09:30－10:00 |
| ----------------------------------- | ----------------------------------------------- | ----------------------------------- |
|                                     | 奇幻魔法 Melody （2005年4月3日－2006年3月26日） |                                     |
| 棉花糖通信                          | 奇幻魔法Melody：轉轉旋律魔法牌                  |                                     |

| 香港 無綫兒童台 星期一至五 08:00－08:30 | 香港 無綫兒童台 星期一至五 08:00－08:30                        | 香港 無綫兒童台 星期一至五 08:00－08:30 |
| --------------------------------------- | -------------------------------------------------------------- | --------------------------------------- |
|                                         | 奇幻魔法 （第一輯 第1－30集） （2007年1月4日－2007年2月9日）   |                                         |
| 夢幻樂園                                | 哈姆太郎 （第157－206集）                                      |                                         |
| 星期一至五 06:00－06:30                 |                                                                |                                         |
| —                                       | 奇幻魔法 （第一輯 第31－52集） （2007年7月8日－2007年9月16日） | 飲茶之功夫學園                          |

| 香港 翡翠台 星期一至五 16:30－17:00（放學ICU時段內） | 香港 翡翠台 星期一至五 16:30－17:00（放學ICU時段內）     | 香港 翡翠台 星期一至五 16:30－17:00（放學ICU時段內） |
| ---------------------------------------------------- | -------------------------------------------------------- | ---------------------------------------------------- |
|                                                      | 奇幻魔法 （第一輯） （2007年12月27日－2008年4月21日）    |                                                      |
| 新宇宙飛龍                                           | 飛天小女警Z                                              |                                                      |
| 星期一至五 15:45－16:15                              |                                                          |                                                      |
| 單車新人王                                           | 奇幻魔法 （第一輯） 重播 （2009年2月17日－2009年5月1日） | 光之美少女                                           |

| 台灣 卡通頻道 星期一至五18:30-19:00 | 台灣 卡通頻道 星期一至五18:30-19:00                                                          | 台灣 卡通頻道 星期一至五18:30-19:00 |
| ----------------------------------- | -------------------------------------------------------------------------------------------- | ----------------------------------- |
|                                     | 我愛美樂蒂 （2008年4月2日-6月12日， 6月13日起從第1集開始重播， 7月1日起改至20:00-20:30播出） |                                     |
| 飛天小女警Z                         | 飛天小女警Z 重播                                                                             |                                     |
| 星期一至五18:00-18:30               |                                                                                              |                                     |
| 魔法咪路咪路 重播                   | 我愛美樂蒂 （2008年11月6日-2009年1月16日）                                                   | 魔法咪路咪路 重播                   |

第四輯
| 日本 東京電視台 星期日 09:30－10:00 | 日本 東京電視台 星期日 09:30－10:00                   | 日本 東京電視台 星期日 09:30－10:00 |
| ----------------------------------- | ----------------------------------------------------- | ----------------------------------- |
|                                     | 奇幻魔法 Melody：閃耀 （2008年4月6日－2009年3月29日） |                                     |
| Anime Robby                         | 寶石寵物                                              |                                     |

| 香港 翡翠台 星期六、日17:00-17:30 節目                          | 香港 翡翠台 星期六、日17:00-17:30 節目      | 香港 翡翠台 星期六、日17:00-17:30 節目 |
| --------------------------------------------------------------- | ------------------------------------------- | -------------------------------------- |
|                                                                 | 奇幻魔法 IV （2014年1月11日－2014年7月6日） |                                        |
| 岡GON                                                           | 星期六 智趣動物科 （動畫時段取消）星期日    |                                        |
| 星期一至五 15:50-16:20 節目 2月25日停播 4月22日臨時節目調動停播 |                                             |                                        |
| 童話公主 重播                                                   | 奇幻魔法 IV 重播 （2015年2月23日－5月7日）  | 閃電十一人GO 重播                      |

## 外部連結
- 第一季官方網站 （页面存档备份，存于） （日語）
- 第二季官方網站 （页面存档备份，存于） （日語）
- 第三季官方網站 （页面存档备份，存于） （日語）
- 第四季官方網站 （页面存档备份，存于） （日語）
- Melody Mansion 旋律公館 （页面存档备份，存于） （中文）